# 버마족제비오소리
버마족제비오소리(Melogale personata)는 족제비과에 속하는 포유류의 일종이다. 몸길이 35~40cm와 꼬리 길이 15~21cm에 몸무게는 1.5~3kg 정도이다. 털은 엷은 황갈색부터 암갈색을 띠며 등쪽에 흰 줄무늬가 있다. 얼굴에 흑백의 반점 무늬가 있으며, 각자 독특한 형태를 갖고 있다. 꼬리 뒷편은 희끄무레한 색을 띤다. 미얀마족제비오소리 또는 큰이빨족제비오소리라고 부르기도 한다.

## 아종
3종의 아종이 알려져 있다.
- M. p. personata, - 인도 북동부, 방글라데시, 버마 남부, 타이
- M. p. nipalensis - 네팔
- M. p. pierrei - 캄보디아, 중국 남부, 라오스, 베트남